# Alfred Wolf (Politiker)

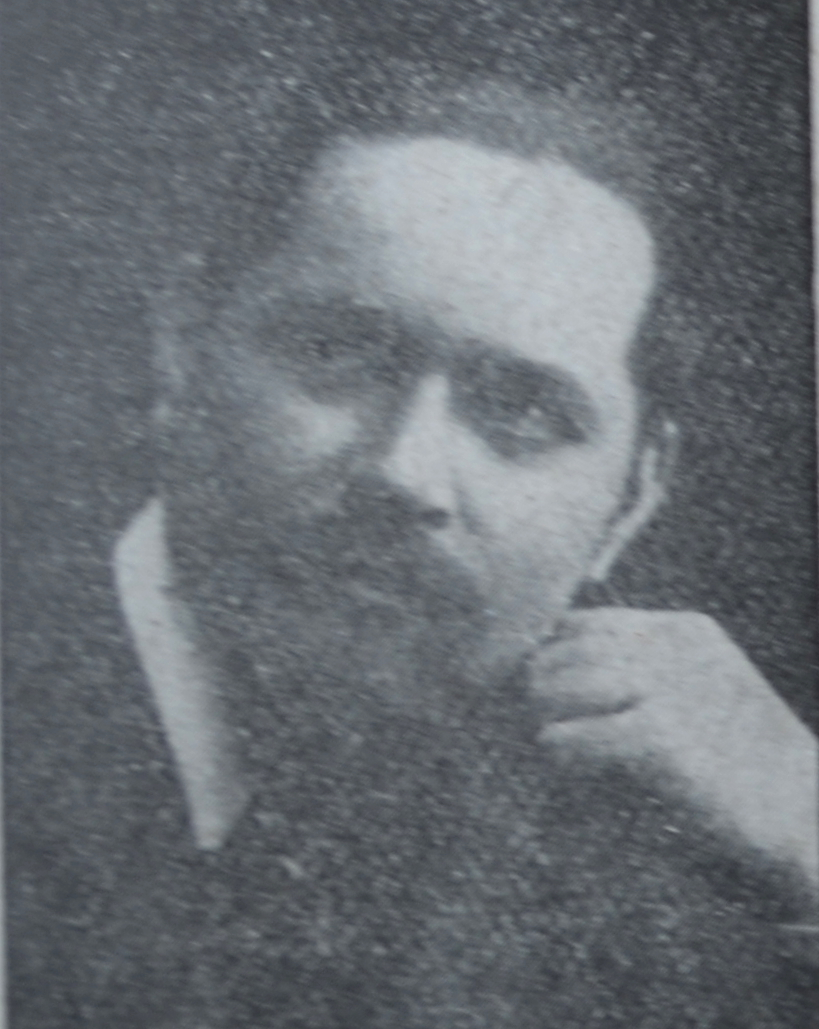
Alfred Wolf (1911)

Alfred Wolf (* 10. Januar 1878 in Hatten; † 21. Mai 1949 in Langerwehe) war ein liberaler deutscher Politiker.
Alfred Wolf war Landwirt in Elsass-Lothringen. Als Vorstandsmitglied der Freisinnigen Vereinigung wurde er am 23. Dezember 1906 von den Zabernen Liberalen als Reichstagskandidat aufgestellt, konnte jedoch bei der Reichstagswahl 1907 kein Mandat erringen. Er erhielt im Wahlkreis Elsaß-Lothringen 11 (Zabern) 5.638 Stimmen und lag damit deutlich hinter Johannes Hoeffel (Reichspartei), der 9.469 Stimmen erhalten hatte. Alfred Wolf vertrat als Anhänger von Friedrich Naumann eher linksliberale Positionen.
Für die Liberaldemokraten kandidierte er bei der Landtagswahl 1911 im Wahlkreis Sulz unterm Walde-Wörth für den Landtag des Reichslandes Elsaß-Lothringen. Im ersten Wahlgang erreichte er 2.440 Stimmen oder 48,6 % und lag damit um wenige Stimmen hinter dem unabhängigen Kandidaten Kiener, der 2.461 Stimmen oder 49,0 % erzielte. In der Nachwahl lag Alfred Wolf mit 2.736 Stimmen oder 50,0 % knapp vor Kiener, der 2.724 Stimmen oder 49,8 % auf sich vereinigen konnte. Damit war Alfred Wolf 1911 bis 1918 Mitglied im Landtag.
Ebenfalls als Landtagsabgeordneter wurde bei dieser Wahl sein Bruder, der Chefredakteur der Straßburger Neuen Zeitung, Georg Wolf, gewählt. Der dritte Bruder Paul Wolf wurde 1926 Direktor der Deutschen Reichsbahn.